# Angelo Bongiovanni di Castelborgo
Angelo Bongiovanni di Castelborgo (Torino, 8 maggio 1802 – 20 ottobre 1862) è stato un generale italiano.

## Biografia
Entrò nell'Esercito piemontese molto giovane nell'arma dell'Artiglieria come cadetto. Raggiunse presto il grado di sottotenente per essere poi assegnato al corpo di stato maggiore, nel quale venne promosso capitano. Nel 1835 entrò nel Reggimento "Savoia Cavalleria" e l'anno seguente raggiunse il grado di maggiore nel Reggimento "Novara Cavalleria". Nel 1846 raggiunse il grado di colonnello e gli fu affidato il comando del Reggimento "Aosta Cavalleria".
Allo scoppio della prima guerra d'indipendenza, nel 1848, era maggiore generale comandante della cavalleria di riserva. Durante il conflitto si distinse nella battaglia di Goito a seguito della quale fu insignito della Medaglia d'argento al valor militare. Nel 1849 fu comandante della 2ª Brigata di cavalleria e ispettore dell'esercito. Dopo la guerra raggiunse il grado di Luogotenente generale e fu comandante della divisione militare della Savoia fino al 1857.
Allo scoppio della seconda guerra d'indipendenza, nel 1859, ricevette il comando della 1ª Divisione che combatté nella battaglia di Palestro il 31 maggio. A giugno lasciò il comando della divisione a Giovanni Durando per assumere l'incarico di governatore di Milano, appena liberata dagli austriaci. Morirà tre anni dopo.